# Belägringen av Ragnhildsholmen
Belägringen av Ragnhildsholmen under september-november 1308 var den första slaget mellan svenskar och norrmän under Brödrastriden, efter att kung Håkon V Magnusson bröt med de svenska hertigarna Erik Magnusson och Valdemar Magnusson.